# Мыший Бор
Мыший Бор — деревня в Усвятском районе Псковской области России. Входит (с 2010 года) в состав сельского поселения «Усвятская волость».

## География
Находится на юге региона, вблизи государственной границей с Республикой Беларусь (Городокский район, Витебская область).

## История
До 1917 года в Велижском уезде Витебской губернии Российской империи.
В соответствии с Законом Псковской области от 28 февраля 2005 года № 420-ОЗ деревня Мыший Бор вошла в состав образованного муниципального образования Чеснорская волость.
Согласно Областному Закону № 984-ОЗ от 03.06.2010 г. и новой редакции Областного Закона «Об установлении границ и статусе вновь образуемых муниципальных образований на территории Псковской области» Чеснорская волость была упразднена, и все деревни волости включены в состав новообразованной Усвятской волости.

## Население
| 2001 | 2002 | 2010 |
| ---- | ---- | ---- |
| 8    | ↘4   | ↘1   |